# Ekaterina Avdeeva
Ekaterina Alekséievna Avdeeva(en cirílico ruso: Екатери́на Алексе́евна Авде́ева, née  Polevaya, Полевая; Kursk, 25 de juliojul./ 5 de agosto de 1788greg.- Tartu, 9 de juliojul./ 21 de julio de 1865greg.) fue una escritora rusa, editora de cuentos de hadas tradicionales y autora de libros sobre economía doméstica. Era hermana de Nikolái Alekseéievich Polevói y Ksenofont Alekseéievich Polevói.

## Biografía
No recibió una educación formal. A los catorce años, se casó con un comerciante de Irkutsk, con quien se mudó a Kiajta, donde vivieron un año. Pasó casa toda su juventud viajando por diferentes regiones de Siberia.
Enviudó en 1815. Se mudó a Kursk (1820), Moscú y Odesa y vivió un tiempo en Dorpat (Tartu) donde su yerno era profesor universitario, en San Petersburgo a partir de 1841, y a partir de 1863, en la región de Novgorod, donde intentó llevar una granja. Desde 1861 hasta su muerte, recibió una pensión del Fondo Literario.
Fue enterrada en el cementerio Raadi en la ciudad de Tartu.

## Actividad literaria
Comenzó tarde a escribir y publicar. Su primer trabajo, "Zapiski i zametchania o Sibiri. S prilojeniem starinnykh russkikh pesen" (Notas y observaciones sobre Siberia. Con anexo de antiguas canciones rusas), publicado en Moscú en 1837, salió con prefacio de su hermano Nikolái y se tradujo al checo, al alemán y al  inglés, y es para el escritor y etnógrafo Aleksandr Pipinuno de los primeros libros "propiamente etnográficos" de Rusia. Sus otros libros posteriores: "Zapiski o starom i novom russkom byte" (Notas sobre el modo de vida ruso antiguo y nuevo) y "Otetchestvennye zapiski" (Notas de la Patria) también tienen carácter etnográfico.
Avdeieva es autora de los libros populares "Rutchnaia kniga russkoi opytnoi khoziaiki" (Manual de la experta ama de casa rusa, 1842), "Karmannaia povarennaia kniga" (Libo de cocina de bolsillo, 1842, 9ª edición 1871) y "Polnaia khoziaistvennaia kniga... s pribavleniem domashnego leshebnika i domashnego sekretaria" (Libro completo de uso doméstico... ampliado con parte sobre medicina casera y administración doméstica, 1851),de gran éxito.
Además publicó varios volúmenes de cuentos de hadas.

## Literatura
- Очерки русской литературы Сибири. Т. 1. Дореволюционный период. — Новосибирск: Наука, 1982. — С. 288, 290—292, 300, 304, 312, 313.
- Похлёбкин В. В. Моя кухня и моё меню. — М.: Центрполиграф, 2002. — (Классики кулинарного искусства). — ISBN 5-227-00916-3. — С. 467—476.
- Кайдаш С. Н. Авдеева Екатерина Алексеевна // Русские писатели 1800—1917. Биографический словарь / П. А. Николаев (гл. ред.). — М.: Сов. энциклопедия, 1989. — Т. 1: А—Г. — С. 15—16.
- Сергеев М. Д. Екатерина Алексеевна Авдеева-Полевая // Записки иркутских жителей. — Иркутск: Вост.-Сиб. кн. изд-во, 1990. — 50 000 экз. — (Литературные памятники Сибири). — ISBN 5-7424-0216-3. — С. 507—512.

- Datos: Q4055527
- Multimedia: Ekaterina Avdeeva / Q4055527